# Lista de montanhas das Colinas de Golã
Esta é uma lista de montanhas das Colinas de Golã.
| Nome | Altura                  | Coordenadas                  | Notas |
| --- | ----------------------- | ---------------------------- | --- |
| Monte Baron (em hebraico: הר בראון, Har Baron)                                                                                               | 1 056 metros (3 500 pé) | 33° 09′ 30″ N, 35° 46′ 43″ L | Parte de um vulcão extinto no nordeste das Colinas de Golã.                                                           |
| Monte Hérmon (em árabe: جبل الشيخ, Jabal el-Shaykh, em hebraico: הר חרמון, Har Hermon)                                                       | 2 814 metros (9 200 pé) | 33° 24′ 58″ N, 35° 51′ 27″ L | Partes das encostas ao sul do Monte Hérmon ficam ao norte das Colinas de Golã.                                        |
| Monte Hosek (em hebraico: הר חוזק, Har Hosek)                                                                                                | 1 158 metros (3 800 pé) | 33° 03′ 14″ N, 35° 51′ 01″ L | Parte de um vulcão extinto a leste das Colinas de Golã.                                                               |
| Monte Ram (em hebraico: הר רם, Har Ram, lit. Montanha Elevada)                                                                               | 1 188 metros (3 900 pé) | 33° 14′ 43″ N, 35° 47′ 02″ L | Parte de um vulcão extinto ao norte das Colinas de Golã.                                                              |
| Monte Shifon (em hebraico: הר שיפון, Har Shifon)                                                                                             | 977 metros (3 200 pé)   | 33° 04′ 10″ N, 35° 46′ 08″ L | Parte de um vulcão extinto ao nordeste das Colinas de Golã.                                                           |
| Monte Odem/Ras al-Ahmar (em hebraico: הר אודם, Har Odem, lit. Montanha Rubi, em árabe: رأس الأحمر, Ras al-Ahmar)                             | 1 100 metros (3 600 pé) | 33° 11′ 55″ N, 35° 45′ 15″ L | Parte de um vulcão extinto ao norte das Colinas de Golã.                                                              |
| Tall al-Faras/Monte Peres (em árabe: تل الفرس, Tall al-Faras, em hebraico: הר פרס, Har Peres)                                                | 929 metros (3 000 pé)   | 32° 57′ 34″ N, 35° 51′ 50″ L | Montanha vulcânica localizada no centro das Colinas de Golã.                                                          |
| Monte Avital/Tall Abu an Nada (em hebraico: הר אביטל, Har Avital, em árabe: تل أبو الندى, Tall Abu an Nada)                                  | 1 204 metros (4 000 pé) | 33° 06′ 38″ N, 35° 47′ 45″ L | Parte de um vulcão extinto ao nordeste das Colinas de Golã.                                                           |
| Monte Bental/Tal Al-Gharam (em hebraico: הר בנטל, Har Bental, em árabe: تل الغرام, Tal Al-Gharam)                                            | 1 171 metros (3 800 pé) | 33° 07′ 45″ N, 35° 47′ 09″ L | Parte de um vulcão extinto ao nordeste das Colinas de Golã.                                                           |
| Monte Bnei Rasan/Tall al Ghassaniyah (em hebraico: הר בני רסן, Har Bnei Rasan, em árabe: تلّ الغسانية, Tall al Ghassaniyah)                   | 1 072 metros (3 500 pé) | 33° 04′ 49″ N, 35° 50′ 04″ L | Parte de um vulcão extinto a leste das Colinas de Golã. No topo da montanha está o Parque Eólico das Colinas de Golã. |
| Tall al Makhfi (em árabe: تل المخفي, Tall al Makhfi)                                                                                         | 1 055 metros (3 500 pé) | 33° 08′ 00″ N, 35° 48′ 00″ L | Montanha ao nordeste das Colinas de Golã, ao norte de Quneitra.                                                       |
| Monte Varda/Tall Wardah (em hebraico: הר ורדה, Har Varda, lit. Montanha Rosa, em árabe: تل وردة, Tall Wardah)                                | 1 226 metros (4 000 pé) | 33° 12′ 40″ N, 35° 47′ 20″ L | Parte de um vulcão extinto ao norte das Colinas de Golã.                                                              |
| Monte Yosifon/Tall Yusuf (em hebraico: הר יוסיפון, Har Yosifon, em árabe: تل يوسف, Tall Yusuf)                                               | 981 metros (3 200 pé)   | 33° 03′ 24″ N, 35° 47′ 49″ L | Parte de um vulcão extinto no centro das Colinas de Golã.                                                             |
| Monte Hermonit/Tell al-Sheikh (em hebraico: הר חרמונית, Har Hermonit, em árabe: تل الشيخ, Tell al-Sheikh)                                    | 1 211 metros (4 000 pé) | 33° 10′ 55″ N, 35° 47′ 39″ L | Parte de um vulcão extinto ao norte das Colinas de Golã.                                                              |
| Givat Orha/Tel Jukhdar (em hebraico: גבעת אורחה, Givat Orha, em árabe: تل جوخدار, Tel Jukhdar)                                               | 646 metros (2 100 pé)   | 32° 55′ 39″ N, 35° 51′ 09″ L | Colina no sudeste das Colinas de Golã.                                                                                |
| Monte Kramim/Tell Sader al-Arus (em hebraico: הר כרמים, Har Kramim, lit. Montanha dos Vinhedos, em árabe: تل صدر العروس, Tell Sader al-Arus) | 1 198 metros (3 900 pé) | 33° 13′ 06″ N, 35° 46′ 32″ L | Parte de um vulcão extinto no norte das Colinas de Golã.                                                              |
| Tell Saki (em hebraico: תל א-סאקי, Tell a-Saki, em árabe: تل الساقي), Tell al-Saki)                                                          | 594 metros (1 900 pé)   | 32° 51′ 58″ N, 35° 49′ 50″ L | Pequeno vulcão extinto no sul das Colinas de Golã.                                                                    |

## Galeria

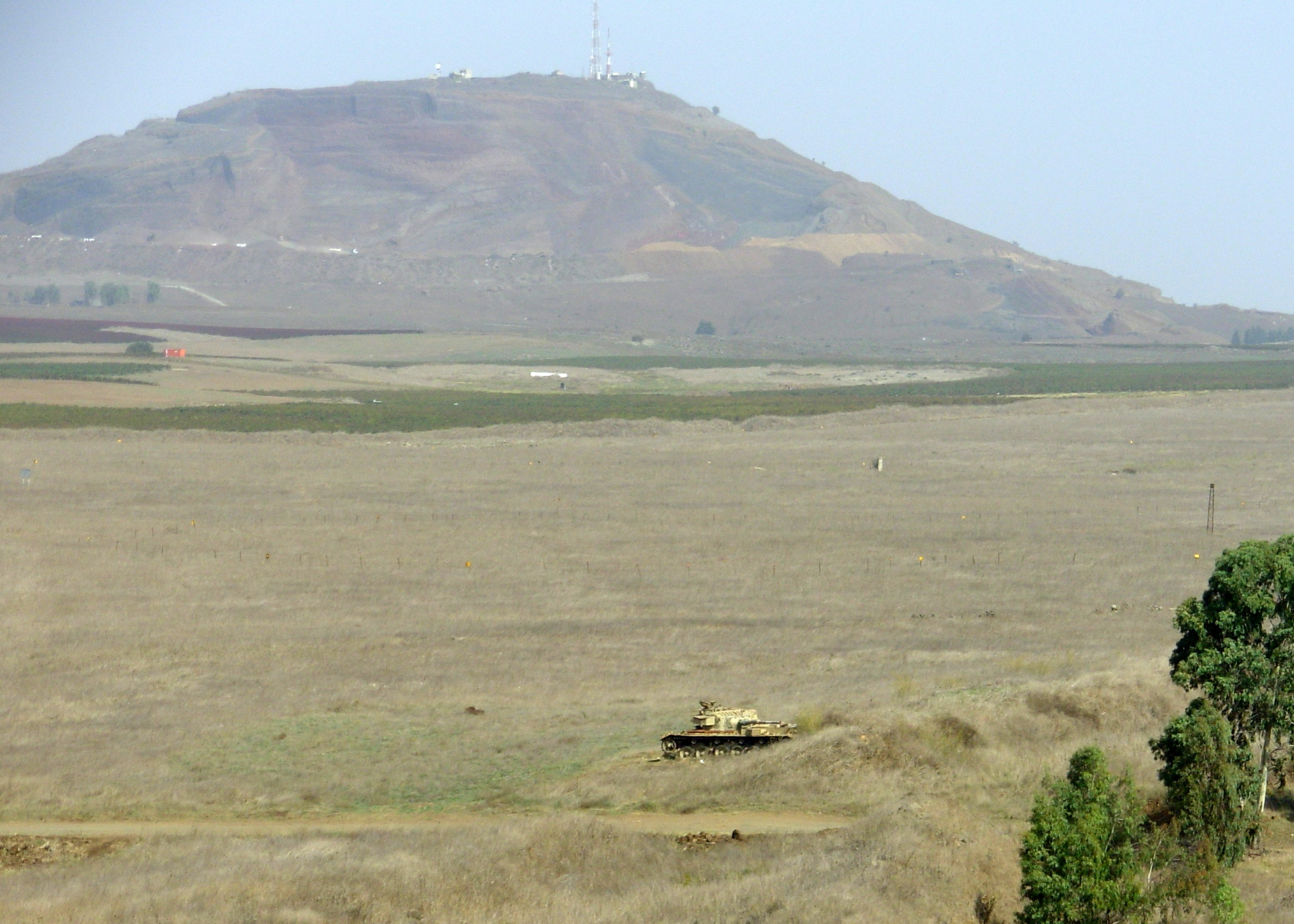
Monte Peres/Tall al-Faras
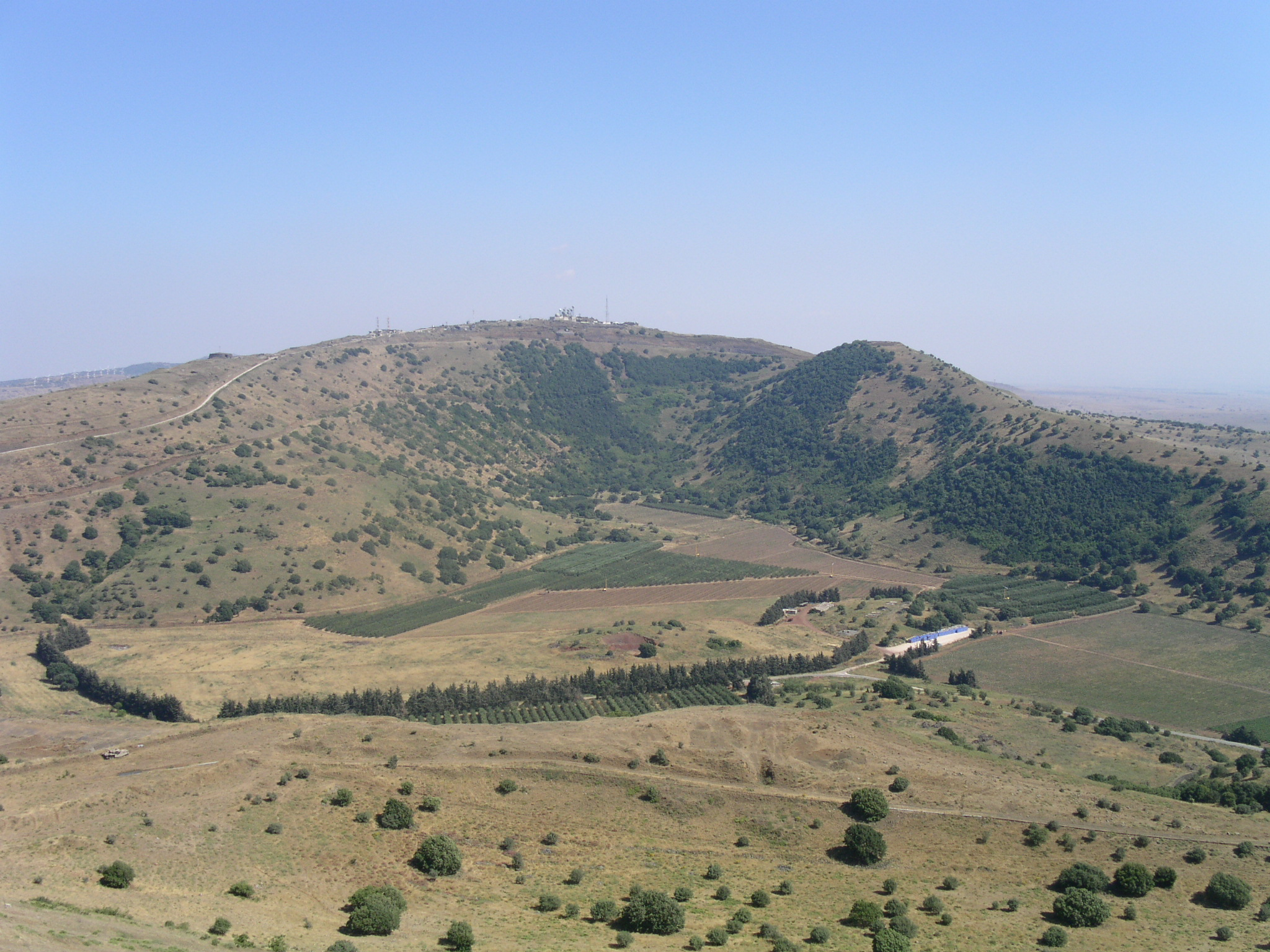
Monte Avital/Tall Abu an Nada
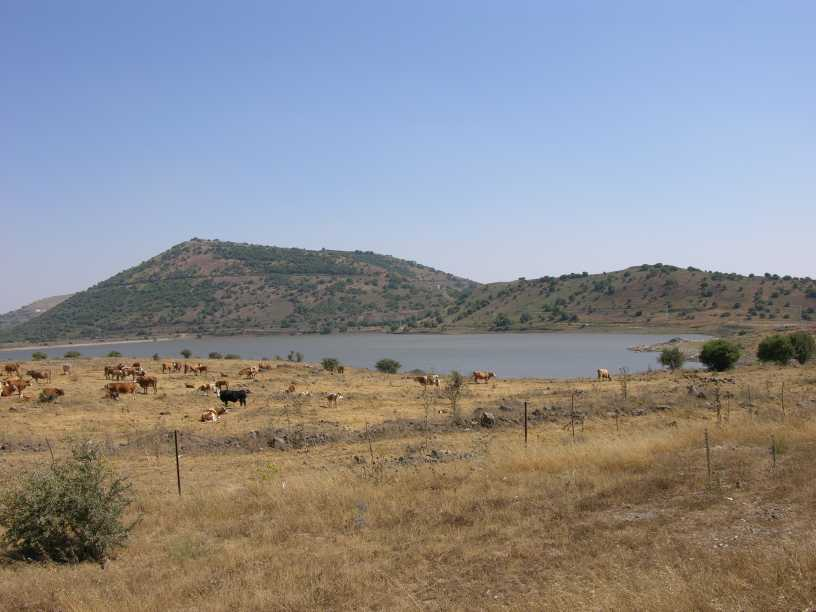
Monte Bental/Tal Al-Gharam
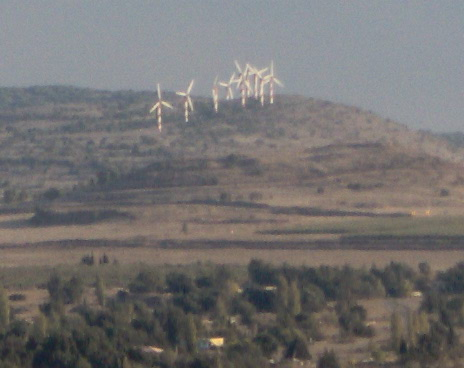
Monte Bnei Rasan/Tall al Ghassaniyah
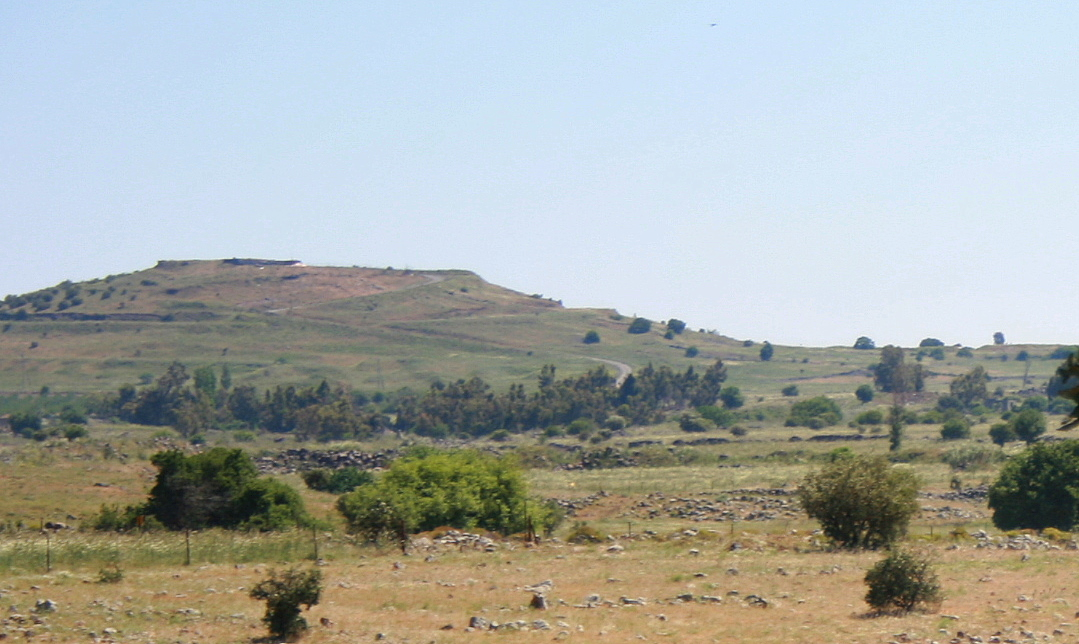
Monte Yosifon/Tall Yusuf
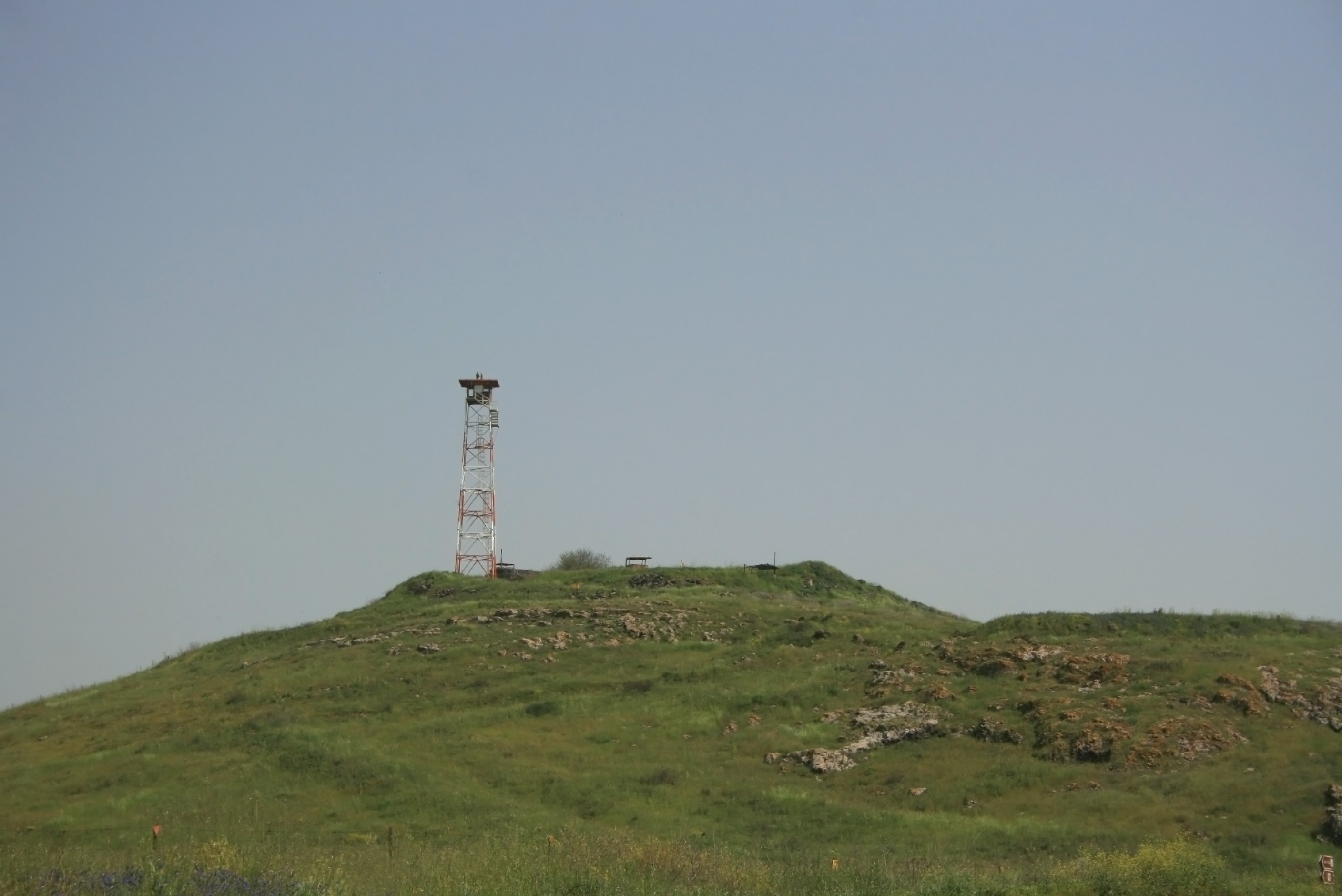
Givat Orha/Tel Jukhdar
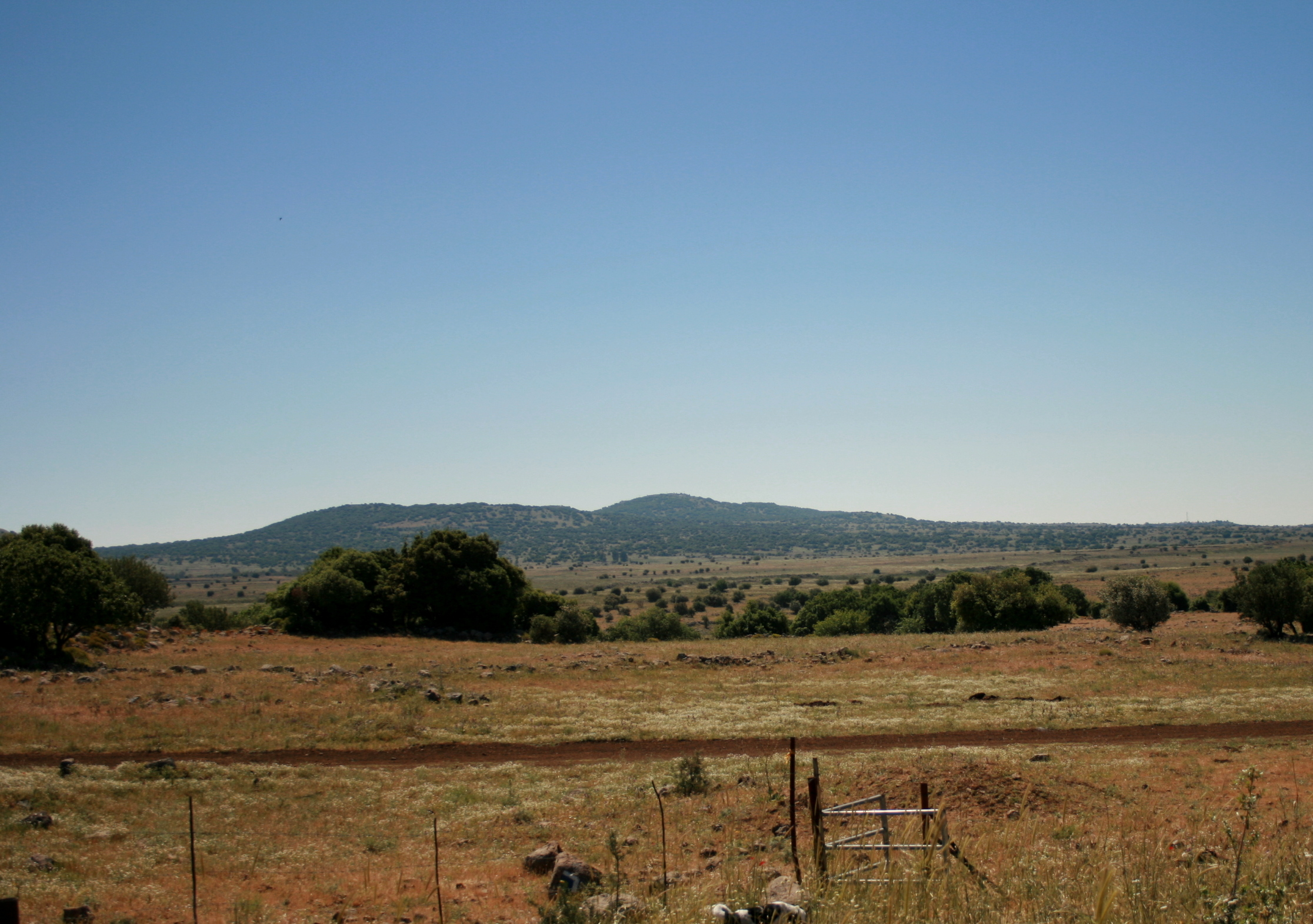
Monte Hosek